# Pernois
 Pernois  es una población y comuna francesa, en la región de Picardía, departamento de Somme, en el distrito de Amiens y cantón de Domart-en-Ponthieu.

## Demografía
| 427 | 430 | 416 | 508 | 634 | 645 | 707 |
| Para los censos de 1962 a 1999 la población legal corresponde a la población sin duplicidades (Fuente: INSEE [Consultar]) |     |     |     |     |     |     |